# 853
853 (DCCCLIII) fue un año común comenzado en domingo del calendario juliano, en vigor en aquella fecha.

## Acontecimientos
- Una flota bizantina destruye Damietta (en Egipto)
- Duan Chengshi publica Youyang Zazu en China.

## Fallecimientos
- Áilgenán mac Donngaile, rey de Munster.
- Pedro, príncipe de Salerno.
- Ono no Takamura, poeta y burócrata japonés.
- Columba de Córdoba, santa española.
- Haymo de Halberstadt, monje benedictino alemán.
- Esperaindeo, religioso mozárabe de Al-Ándalus.